# Телефонная карта

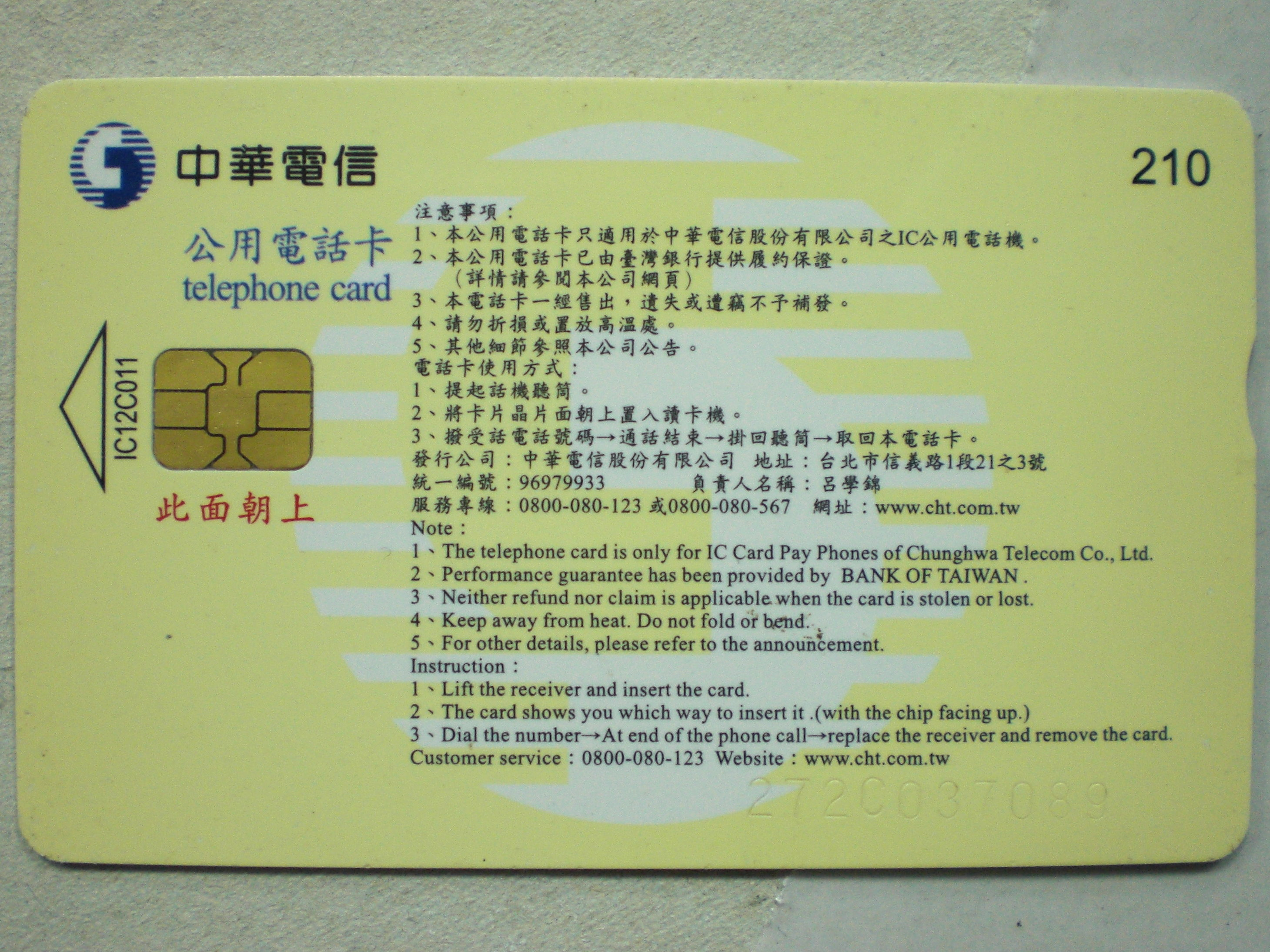
Тайваньская телефонная карта с чипом

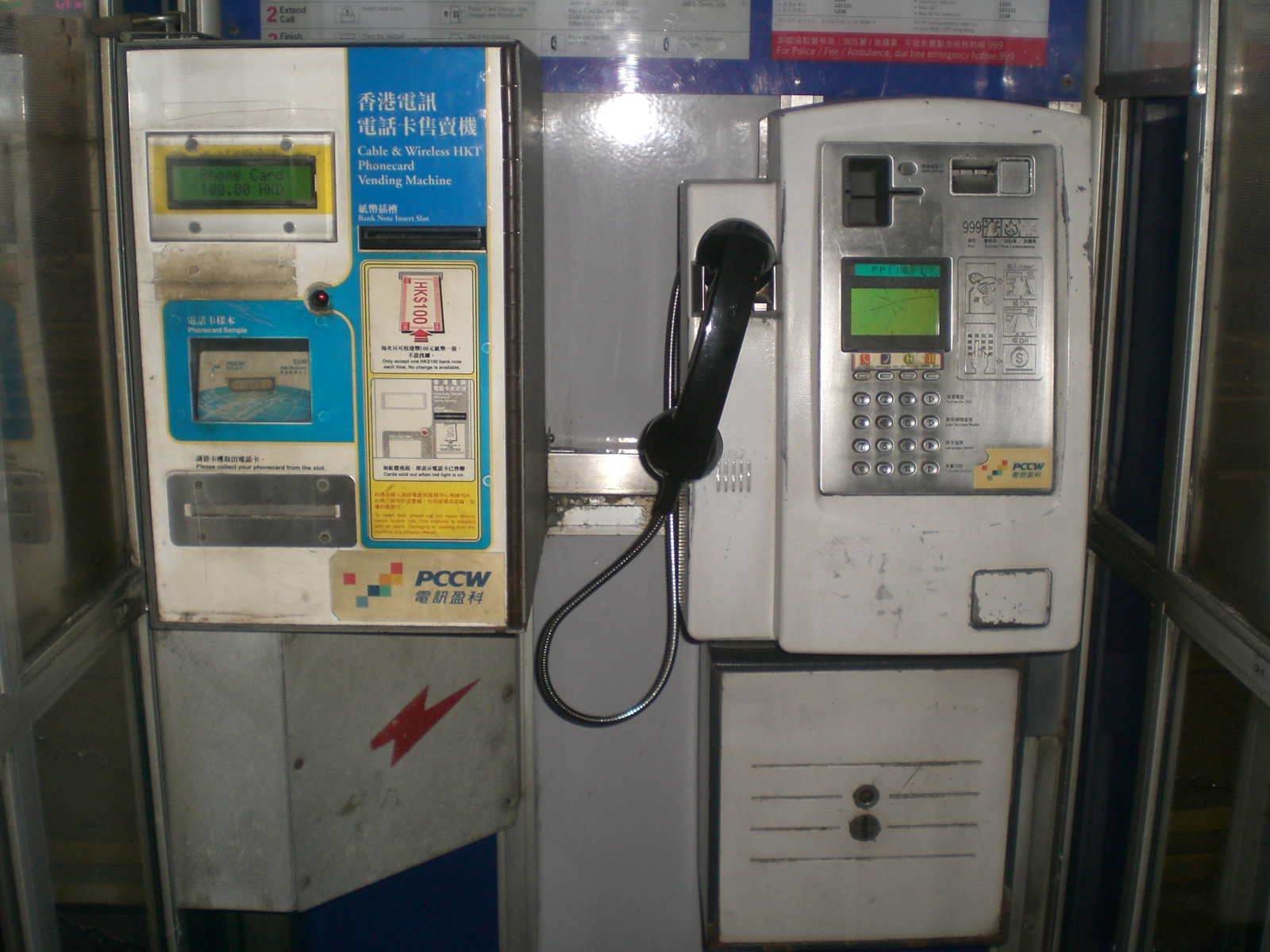
Таксофон (справа) и автомат по продаже таксофонных карт (слева)

Телефонная карта, или таксофонная карта — небольшая пластиковая карта, аналогичная по размерам банковской, которую можно использовать для междугородных и международных переговоров по телефону (сотовому или стационарному). Пришла на смену таксофонным жетонам. Подобные карты имеют несколько форматов — к примеру их можно приобрести в киоске или специальном автомате за наличные или заказать в электронной сети. Телефонные карты, как правило, имеют следующие общие черты: номер доступа к телефонной платформе оператора, где установлено голосовое меню, персональный идентификационный номер ПИН, скрытый под специальным защитным слоем, номер карты и/или пароль.
В настоящий момент существует новый формат телефонных карт, которые позволяют устанавливать соединение с использованием SMS (SMS Calls). Зарегистрированный пользователь карты отправляет сообщение с номером, на который он желает позвонить, после чего устанавливается соединение. Звонок считается «входящим» и не тарифицируется, то есть является бесплатным для звонящего. В основном такие карты приобретаются через интернет.
Отдельной разновидностью карт можно считать телефонные карты, позволяющие совершать звонки через Интернет по протоколу SIP. На сегодняшний день такие карты выпускает российский оператор IP телефонии (VoIP) «Зебра Телеком». Используя этот вид карт пользователи могут совершать звонки по всему миру с помощью различных средств связи: стационарного и мобильного телефонов, КПК и компьютеров. Карта действует везде, где есть доступ в Интернет.
Технические требования к устройствам связи для совершения звонка по картам с использованием протокола SIP: компьютер, имеющий широкополосный доступ в Интернет со скоростью от 64 Кб/сек и выше, или мобильный телефон с включенным GPRS/EDGE/3G. Для осуществления звонка по карте с использованием компьютера, необходимо скачать и настроить программный SIP-телефон (например, X-Lite), а для звонков с мобильного необходимо использовать специальное SIP-приложение (например, Fring).
Телефонные звонки со стационарного телефона на стационарный с помощью таких карт совершаются так же, как по традиционным телефонным картам: с использованием номеров доступа в регионах или единого федерального номера в коде 8-800, звонки на который являются бесплатными для звонящего. При звонке с помощью номера доступа для авторизации используются универсальный номер карты и PIN-код. Некоторыми операторами процесс идентификации пользователя: достаточно ввести номер карты и PIN-код один раз при первом звонке и платформа автоматически закрепит их за номером, с которого был совершен звонок.
Существует два вида предоплаченных телефонных карточек: одноразовые и многоразовые. После истечения срока действия и израсходования баланса одноразовой карты, она не может быть использована. Многоразовой картой можно пользоваться снова и снова — необходимо только своевременно пополнять баланс. Если остаток суммы на карточке слишком мал для совершения звонков, пополнение кредитa многоразовых телефонных карточек производится, как правило, с помощью online сервисов на сайте оператора связи (например, с помощью сервиса «Личный кабинет»).